# Venus, Cupido y Marte (Guercino)
Venus, Cupido y Marte es un óleo sobre lienzo (139×161 cm) de Guercino, fechado en 1633 y conservado en la Galería Estense de Módena, Italia.

## Historia
La obra fue encargada por el duque de Módena Francisco I de Este para adornar su palacio de Sassuolo hacia 1632-1633, cuando Guercino se encontraba en la ciudad para pintar retratos de familia. El pago final del cuadro se remonta al 18 de enero de 1634: el pintor recibió el saldo de 126 escudos del guardarropa de la casa, Cesare Cavazza, mientras que no se sabe nada de la cantidad que recibió como anticipo, que probablemente fue de unos 30 escudos.
El biógrafo del pintor, Carlo Cesare Malvasia, cita el cuadro como el primero ejecutado en el año 1634: «Hizo un cuadro para un caballero de Módena para regalar a ese Serenísimo, con una Venus enseñando a disparar al Amor, y un Marte».
En un documento escrito por el propio Guercino en noviembre de 1633, dirigido a Cavazza, éste se refiere a un cuadro que estaba terminando para el duque de Este, con la esperanza de poder terminarlo y entregarlo antes de Navidad de ese mismo año (lo que muy probablemente ocurrió, ya que el pago del saldo del cuadro se efectuó en enero siguiente).
Tras entrar en la colección de Este, el cuadro se registra en el palacio ducal de Sassuolo, en la Cámara de los Sueños, entre 1692 y 1694. Francisco III de Este la llevó entonces a Módena tras la venta de todo un bloque de la colección que realizó entre 1745 y 1746 en favor del emperador Augusto III de Sajonia, a quien se regalaron unas 100 obras que hoy se exponen en la Gemäldegalerie de Dresde.
Posteriormente, el cuadro fue robado por los franceses entre 1796 y 1815; devuelto más tarde a Italia, fue llevado junto con lo que quedaba de la colección Este a la Galería Estense de Módena, donde permanece en la actualidad.

## Descripción
El cuadro muestra a una sensual Venus semidesnuda tumbada en una cama que mira y señala al espectador del cuadro, apuntado simbólicamente por la flecha del amor que Cupido está a punto de lanzarle.
Marte irrumpe en el lateral del escenario descorriendo el telón rojo que decora el fondo, como si de un telón de teatro se tratara. El dios parece molesto por lo que ve, a saber, el amor que surge entre el espectador (en este caso su dueño, Francisco I) y la diosa. Venus apoya una mano sobre la aljaba, donde está impresa un águila, símbolo de la Casa de Este.
El juego de perspectivas y el diálogo entre las figuras pintadas y el espectador que admira la obra es uno de los más logrados de la pintura barroca. La figura de Marte parece basarse claramente en el modelo utilizado cinco años antes para el cuadro ya conservado en la colección Albani y actualmente en Tatton Park, en Cheshire.
No se sabe con certeza si la composición fue acordada con el mecenas o si fue libremente concebida por Guercino. Una carta escrita por el duque al pintor en 1641 se inclina por esta última solución. En ella, el noble expresa su deseo de tener un cuadro de San Jerónimo tan bizarro como otro lienzo que había recibido anteriormente, muy probablemente Venus, Cupido y Marte: «[...] deseo que el cuadro sea tan bizarro como espiritual [...] me remito a su prudencia para hacer otra figura que pueda representar aún mejor lo bizarro».